# Hieracium drimyodon
Hieracium drimyodon es una especie de planta con flor del género Hieracium, de la familia Asteraceae, orden Asterales.

## Distribución
Hieracium drimyodon se distribuye por Suecia y Noruega.

## Taxonomía
Fue descrita científicamente por (Dahlst. ex Zahn) Dahlst. ex Johanss. Fue publicada en Ark. Bot.